# Paraboea guilinensis
Paraboea guilinensis là một loài thực vật có hoa trong họ Tai voi. Loài này được L. Xu & Y.G. Wei mô tả khoa học đầu tiên năm 2004.